# Eccellenza Marche 2023-2024
Il campionato italiano di calcio di Eccellenza Marche 2023-2024 è il trentatreesimo organizzato in Italia e rappresenta il quinto livello del calcio italiano. Si è disputato tra il 10 settembre 2023 ed è terminato il 28 aprile 2024.

## Stagione
Con la promozione in Serie D dell'Atletico Ascoli tramite campionati e del Fossombrone tramite i play-off nazionali, si chiude la stagione 2022-23. La retrocessione dalla Serie D (girone F) del Tolentino e del Montegiorgio hanno portato inizialmente all'organico a 16 squadre .
Dal campionato di Promozione sono state promosse le blasonate Civitanovese, la vincitrice dei playoff Urbania che torna dopo un solo un anno e il K Sport Montecchio, che si è fuso a fine giugno con l'Atletico Gallo (perdente della finale playoff della stagione precedente), portando alla creazione del K Sport Montecchio Gallo, portando quindi l'organico a 15 squadre. Viene quindi ripescato, per rispettare la numerazione, la perdente della finale playoff di Promozione, ovvero il Monturano Campiglione. Nel mese di luglio la Sangiustese cede il proprio titolo sportivo al Montegranaro e il Valdichienti Ponte cambia denominazione in Sangiustese VP. La stagione ha visto retrocedere l'Atletico Azzurra Colli (nella stagione precedente ai play-off) mai veramente in corsa per salvarsi, sempre saldo all'ultimo posto in campionato. Il Monturano Campiglione, sempre penultimo, a sorpresa è riuscito a vincere i play-out contro la più quotata Jesina. Il campionato è stato inizialmente combattuto tra Urbania e Urbino, fino a quando la prima ha avuto un tracollo dopo circa tre mesi. A metà campionato il primo posto era conteso tra il già citato Urbino, Chiesanuova e Civitanovese, che riesce ad arrivare a fine campionato come prima della classe dopo aver iniziato la stagione da neopromossa. In zona play-off, oltre le già citate, se la sono giocata il Montefano, Montegranaro, K Sport Montecchio Gallo e il Castelfidardo, che è comparsa tra le pretendenti solo verso le ultime giornate. Il Castelfidardo poi, sorprendentemente, riesce a vincere prima i play-off contro l'Urbino e ai play-off nazionali ben figura tanto da aggiudicarsi la partecipazione al campionato di Serie D nella stagione 2024-2025.

## Squadre Partecipanti
| Club                          | Città                          | Stadio                                | Stagione precedente              |
| ----------------------------- | ------------------------------ | ------------------------------------- | -------------------------------- |
| A.S.D. Atletico Azzurra Colli | Colli del Tronto (AP)          | Stadio Comunale Colle Vaccaro         | 4° in Eccellenza Marche          |
| G.S.D. Castelfidardo Calcio   | Castelfidardo (AN)             | Stadio Nuovo Comunale                 | 13° in Eccellenza Marche         |
| A.S.D. Chiesanuova            | Chiesanuova di Treia (MC)      | Stadio Sandro Ultimi                  | 11° in Eccellenza Marche         |
| SSD Civitanovese              | Civitanova Marche (MC)         | Polisportivo Comunale                 | 1° in Promozione Marche/Girone B |
| K Sport Montecchio Gallo      | Montecchio di Vallefoglia (PU) | Stadio G. Spadoni                     | 1° in Promozione Marche/Girone A |
| S.S.D. Jesina Calcio          | Jesi (AN)                      | Stadio Pacifico Carotti               | 10° in Eccellenza Marche         |
| S.S. Maceratese               | Macerata                       | Stadio Helvia Recina                  | 9° in Eccellenza Marche          |
| S.S.D. Montefano Calcio       | Montefano (MC)                 | Stadio Com. Dell'immacolata           | 5° in Eccellenza Marche          |
| Montegiorgio                  | Montegiorgio (FM)              | Stadio Comunale Pianarelle Tamburrini | 17° in Serie D/F                 |
| MCC Montegranaro              | Montegranaro (FM)              | Stadio La Croce                       | 7° in Seconda Categoria/Girone G |
| ASD Monturano Campiglione     | Monte Urano (FM)               | Stadio Comunale                       | 4° In Promozione/Girone B        |
| U.S.D. Osimana                | Osimo (AN)                     | Stadio Diana                          | 6° in Eccellenza Marche          |
| Sangiustese VP                | Monte San Giusto (MC)          | Stadio Comunale Montegranaro          | 8° in Eccellenza Marche          |
| Tolentino                     | Tolentino (MC)                 | Stadio della Vittoria                 | 18° in Serie D/F                 |
| A.S.D. LMV Urbino 1921        | Urbino (PU)                    | Stadio Montefeltro                    | 7° in Eccellenza Marche          |
| A.S.D. Urbania                | Urbania (PU)                   | Stadio Comunale Principale            | 2° in Promozione/Girone A        |

## Classifica finale
|  | Pos. | Squadra                  | Pt | G  | V  | N  | P  | GF | GS | DR  |
|  | ---- | ------------------------ | -- | -- | -- | -- | -- | -- | -- | --- |
|  | 1.   | Civitanovese             | 59 | 30 | 17 | 8  | 5  | 35 | 15 | 20  |
|  | 2.   | Montefano                | 54 | 30 | 15 | 9  | 6  | 36 | 21 | 15  |
|  | 3.   | Chiesanuova              | 53 | 30 | 15 | 8  | 7  | 45 | 28 | 17  |
|  | 4.   | Castelfidardo            | 51 | 30 | 12 | 15 | 3  | 35 | 21 | 14  |
|  | 5.   | Urbino                   | 49 | 30 | 12 | 13 | 5  | 34 | 28 | 6   |
|  | 6.   | K Sport Montecchio Gallo | 46 | 30 | 11 | 13 | 6  | 34 | 22 | 12  |
|  | 7.   | Montegranaro             | 45 | 30 | 12 | 9  | 9  | 32 | 25 | 7   |
|  | 8.   | Osimana                  | 44 | 30 | 10 | 14 | 6  | 31 | 25 | 6   |
|  | 9.   | Maceratese               | 43 | 30 | 11 | 10 | 9  | 28 | 24 | 4   |
|  | 10.  | Urbania                  | 42 | 30 | 11 | 9  | 10 | 39 | 44 | -5  |
|  | 11.  | Tolentino                | 38 | 30 | 9  | 11 | 10 | 35 | 33 | 2   |
|  | 12.  | Jesina                   | 28 | 30 | 7  | 7  | 16 | 19 | 39 | -20 |
|  | 13.  | Montegiorgio             | 24 | 30 | 4  | 12 | 14 | 24 | 38 | -14 |
|  | 14.  | Sangiustese VP           | 22 | 30 | 5  | 7  | 18 | 32 | 50 | -18 |
|  | 15.  | Monturano Campiglione    | 20 | 30 | 3  | 11 | 16 | 20 | 41 | -21 |
|  | 16.  | Atletico Azzurra Colli   | 20 | 30 | 4  | 8  | 18 | 15 | 40 | -25 |

Legenda:
      Promosso in Serie D.
      Ammesso ai play-off nazionali.
 Ai play-off o ai play-out.
      Retrocesso in Promozione.
Regolamento:
Tre punti a vittoria, uno a pareggio, zero a sconfitta.
In caso di arrivo di due o più squadre a pari punti, la graduatoria verrà stilata secondo la classifica avulsa tra le squadre interessate che prevede, in ordine, i seguenti criteri:
- Punti negli scontri diretti
- Differenza reti negli scontri diretti
- Differenza reti generale
- Reti realizzate in generale
- Sorteggio

## Risultati

### Tabellone
|                          | AZC  | CAS  | CHI  | CIV  | KSM  | JES  | MAC  | FAN  | GIO  | GRA  | MON  | OSI  | SAN  | TOL  | URB  | LMV  |
| ------------------------ | ---- | ---- | ---- | ---- | ---- | ---- | ---- | ---- | ---- | ---- | ---- | ---- | ---- | ---- | ---- | ---- |
| Atletico Azzurra Colli   | –––– | 0-1  | 0-2  | 0-1  | 0-0  | 0-1  | 1-0  | 0-1  | 1-2  | 0-0  | 1-1  | 0-2  | 0-3  | 2-2  | 3-0  | 0-2  |
| Castelfidardo            | 1-0  | –––– | 1-1  | 1-1  | 2-2  | 3-0  | 2-1  | 0-0  | 1-2  | 2-0  | 1-1  | 1-1  | 0-0  | 2-1  | 0-0  | 0-0  |
| Chiesanuova              | 1-0  | 1-0  | –––– | 0-1  | 2-1  | 1-1  | 1-1  | 2-0  | 3-1  | 4-1  | 3-1  | 1-0  | 4-1  | 1-2  | 2-2  | 0-0  |
| Civitanovese             | 2-0  | 0-1  | 1-0  | –––– | 1-0  | 1-0  | 0-1  | 2-0  | 0-0  | 0-0  | 0-0  | 2-0  | 1-0  | 0-1  | 1-0  | 1-3  |
| K Sport Montecchio Gallo | 0-1  | 2-2  | 1-1  | 0-0  | –––– | 3-0  | 1-1  | 1-0  | 1-0  | 2-1  | 2-0  | 0-0  | 2-0  | 0-0  | 2-1  | 1-2  |
| Jesina                   | 1-0  | 1-1  | 0-3  | 1-0  | 0-3  | –––– | 1-0  | 0-2  | 1-2  | 0-1  | 1-0  | 0-1  | 1-0  | 1-1  | 2-2  | 1-1  |
| Maceratese               | 0-0  | 1-1  | 2-0  | 1-3  | 3-2  | 1-0  | –––– | 0-1  | 1-0  | 1-1  | 0-0  | 0-0  | 1-0  | 2-0  | 1-1  | 0-0  |
| Montefano                | 4-0  | 1-0  | 3-1  | 1-3  | 2-0  | 1-1  | 0-0  | –––– | 0-0  | 1-1  | 2-0  | 1-1  | 1-1  | 2-0  | 4-1  | 3-0  |
| Montegiorgio             | 1-1  | 0-1  | 0-1  | 1-2  | 0-0  | 1-1  | 0-1  | 0-1  | –––– | 0-1  | 4-1  | 2-2  | 1-1  | 0-0  | 0-0  | 1-4  |
| Montegranaro             | 1-0  | 0-0  | 1-0  | 0-0  | 0-1  | 2-1  | 2-0  | 0-0  | 4-1  | –––– | 1-1  | 0-1  | 3-1  | 0-1  | 1-1  | 2-4  |
| Monturano Campiglione    | 2-0  | 1-1  | 0-1  | 0-3  | 0-2  | 1-0  | 0-2  | 1-2  | 1-1  | 1-2  | –––– | 0-1  | 4-2  | 1-1  | 1-2  | 0-0  |
| Osimana                  | 1-0  | 1-1  | 2-0  | 0-1  | 0-0  | 2-1  | 4-2  | 0-0  | 1-0  | 1-2  | 1-0  | –––– | 0-0  | 2-2  | 2-0  | 0-0  |
| Sangiustese VP           | 0-1  | 1-2  | 2-3  | 1-1  | 1-3  | 4-1  | 0-3  | 0-1  | 1-1  | 1-0  | 1-1  | 3-2  | –––– | 2-1  | 2-3  | 1-2  |
| Tolentino                | 4-0  | 1-3  | 2-2  | 2-3  | 1-1  | 0-1  | 0-1  | 0-1  | 1-1  | 1-0  | 2-0  | 0-0  | 5-3  | –––– | 1-0  | 0-1  |
| Urbania                  | 2-2  | 1-2  | 0-4  | 1-4  | 1-1  | 1-0  | 2-1  | 2-0  | 3-1  | 0-3  | 1-0  | 3-1  | 2-0  | 1-1  | –––– | 5-2  |
| Urbino                   | 2-2  | 0-2  | 1-1  | 0-0  | 0-0  | 1-0  | 1-0  | 2-2  | 2-1  | 0-0  | 1-0  | 2-2  | 1-0  | 0-2  | 0-1  | –––– |

## Spareggi

### Playoff

#### Tabellone
|  | Semifinali    | Semifinali    | Semifinali |            |               | Finale        | Finale | Finale |  |
|  |               |               |            |            |               |               |        |        |  |
|  | Chiesanuova   | Chiesanuova   | 0          |            |               |               |        |        |  |
|  | Chiesanuova   | Chiesanuova   | 0          |            |               |               |        |        |  |
|  | Castelfidardo | Castelfidardo | 1          |            |               |               |        |        |  |
|  | Castelfidardo | Castelfidardo | 1          |            | Castelfidardo | Castelfidardo | 1      |        |  |
|  |               |               |            |            | Castelfidardo | Castelfidardo | 1      |        |  |
|  |               |               | LMV Urbino | LMV Urbino | 0             |               |        |        |  |
|  | Montefano     | Montefano     | LMV Urbino | LMV Urbino | 0             | 1             |        |        |  |
|  | Montefano     | Montefano     |            |            |               |               |        |        |  |
|  | LMV Urbino    | LMV Urbino    | 4          |            |               |               |        |        |  |

#### Semifinali
|             | Risultati |               | Luogo e data                    |
| ----------- | --------- | ------------- | ------------------------------- |
| Montefano   | 1-4       | LMV Urbino    | Recanati, 5 maggio 2024         |
| Chiesanuova | 0-1       | Castelfidardo | Monte San Giusto, 5 maggio 2024 |
|             |           |               |                                 |

#### Finale
|               | Risultati |            | Luogo e data                  |
| ------------- | --------- | ---------- | ----------------------------- |
| Castelfidardo | 1-0       | LMV Urbino | Castelfidardo, 12 maggio 2024 |
|               |           |            |                               |

### Spareggio salvezza
|                       | Risultati |                        | Luogo e data         |
| --------------------- | --------- | ---------------------- | -------------------- |
| Monturano Campiglione | 2-1       | Atletico Azzurra Colli | Fermo, 5 maggio 2024 |

### Play-out

#### Finali
|              | Risultati |                       | Luogo e data                 |
| ------------ | --------- | --------------------- | ---------------------------- |
| Jesina       | 0-2       | Monturano Campiglione | Jesi, 12 maggio 2024         |
| Montegiorgio | 1-2       | Sangiustese VP        | Montegiorgio, 12 maggio 2024 |
|              |           |                       |                              |